# فوسن(نروژ)

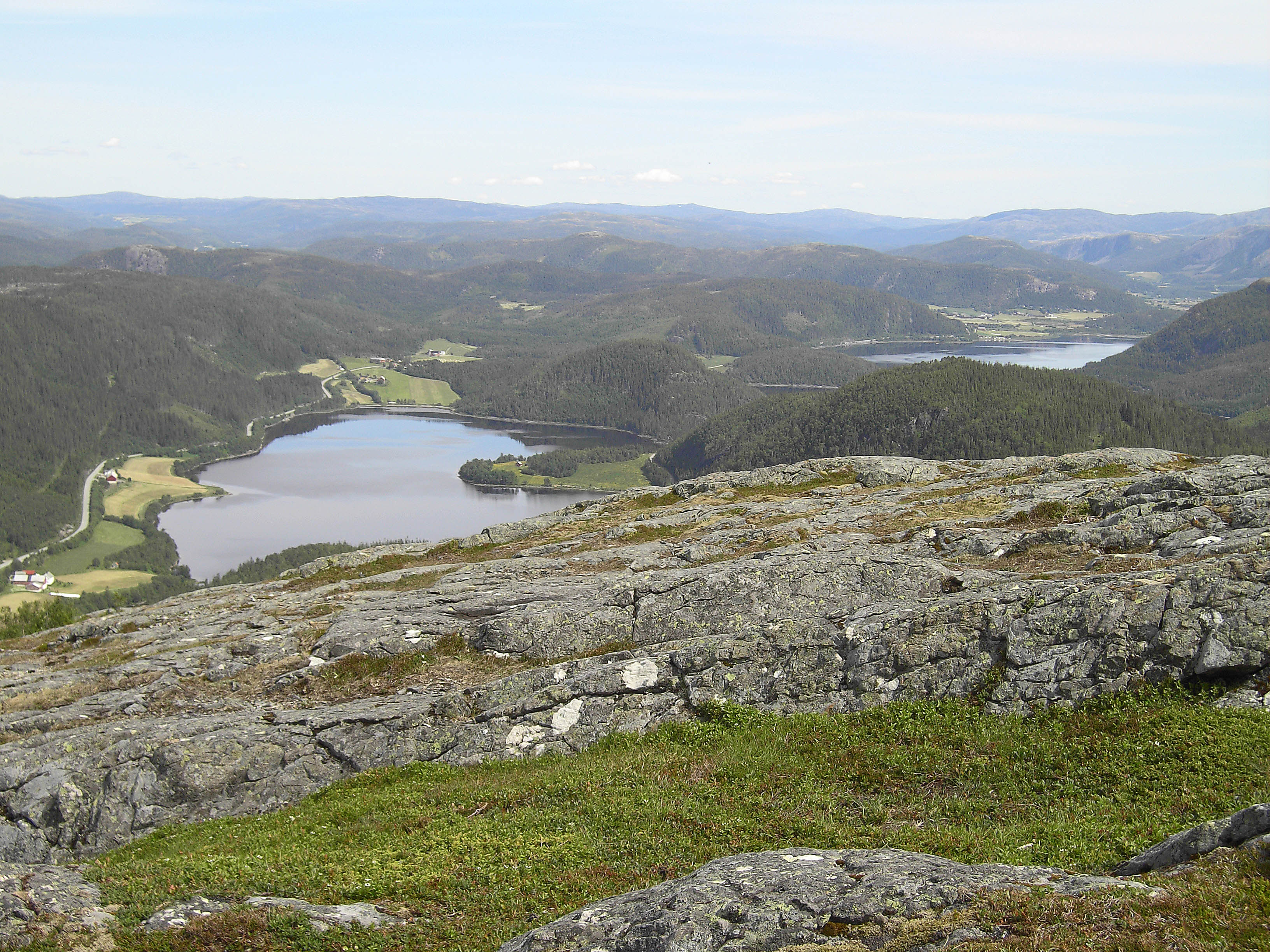
نمایی از منطقه و شبه جزیره فُوسِن؛ اُفیورد (آبدره اُ؛ در ترجمه لغت به لغت: آبدره آب)

شبه جزیرهٔ فُوسِن،(به انگلیسی: Fosen) از نظر جغرافیایی، بخشی از استان تُرُونْدِلاگْ، است که بین دریا در غرب و تروندهایم فیوردن، در شرق قرار دارد.
از نظر اداری، فُوسِن، معمولاً شامل چهار شهرداری از جمله، شهرداری اورلند، محسوب می‌شود. در تقسیمات کلیسای نروژ، این ۴ شهرداری همگی تحت مدیریت یکی از یازده اسقف‌نشین کشور بوده؛ و در مجموع، این ۴ شهرداری با هم، یک منطقهٔ نفوذ، از ۱۰۷ منطقهٔ تنظیم شده در کشور را تشکیل می‌دهند. مساحت این منطقهٔ نفوذ کلیسا، که از این ۴ شهرداری تشکیل شده، در مجموع ۳۲۲۵ کیلومتر مربع است.
از لحاظ تاریخی، ولایت فوسن، شامل جزیره‌ها وشهرداری‌های ساحلی، هم در جنوب و هم در شمال تروندهایم فیوردن می‌شد.
کلمه فوسن ریشه در نروژی باستان دارد و به احتمال زیاد معنی آن، مخفی گاه است.

## جغرافیا و اقتصاد
ساحل فوسن، توسط تعدادی از آبدره‌های عمدتاً کوتاه، جابه‌جا، قطع شده‌است. سرزمین رو به دریا عمدتاً تپه‌های کم ارتفاع و بی گیاه است؛ با باریکه‌هایی از خاک زیر کشت، که هر از گاهی، بین آنها به چشم می‌خورند.

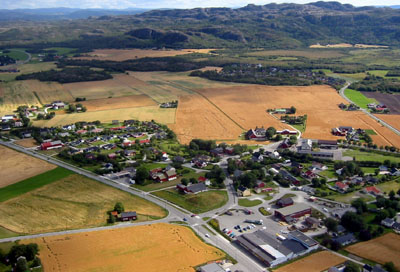
با این حال، اورلند، در جنوب غربی، یک زمین مسطح و پیوسته با خاک خوب برای کشاورزی است.
در قسمت داخلی، تپه‌های تا حدی جنگلی؛ و تعداد زیادی دریاچه و باتلاق وجود دارد. بلندترین نقطه، بر قله ای، در شمال شرقی آبدره، واقع شده؛ و ۶۷۵ متر، بالاتر از سطح دریا قرار دارد.
فُوسِن، قبلاً یک منطقهٔ مهم ماهیگیری بود، اما در اوایل دههٔ ۱۹۳۰ ظهور سالانهٔ ماهی تورسک، متوقف شد. در دهه ۱۹۶۰ صید انواع شاه ماهی و  ماهی سَیْ، همچنان رونق داشت؛ اما صید این انواع نیز به تدریج از رونق افتاد. در دههٔ ۱۹۹۰، ماهی ماکرل و ماهی تورسک، بیشترین اهمیت را در صید ماهی، در منطقه، داشتند. اما امروزه، پرورش ماهی و صدف اهمیت بیشتری از صیادی یافته و در منطقه، رواج پیدا کرده‌است.
مهمترین و بزرگترین محل‌های کار، نیروی هوایی در  اورلند و صنایع کشتی سازی در منطقه است.
در اینجا گوزن‌های شمالی در ۲ چراگاه مجزا، شامل ۲۱۰۰ رأس دام، پرورش داده می‌شوند. یک روزنامهٔ محلی (Fosna-Folket) ۳ روز در هفته، در برکستاد، منتشر می‌شود.

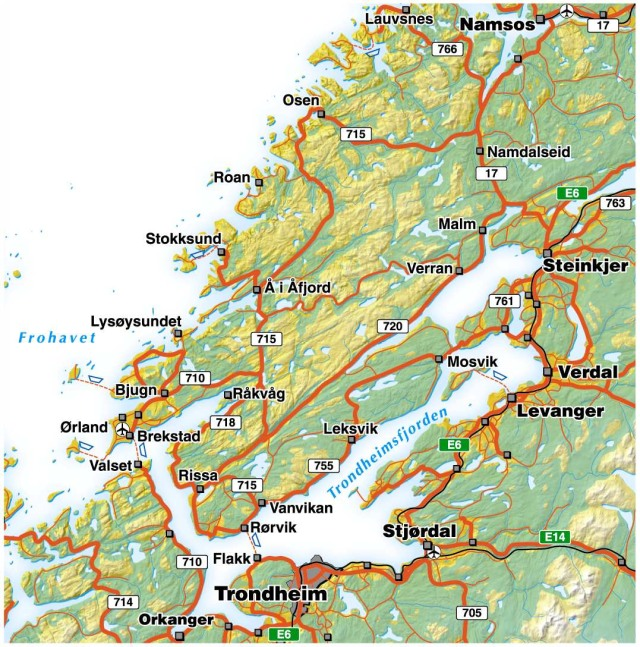
نقشه ای از شبه جزیرهٔ فُوسِن.